# 329 f.Kr.

## Händelser

### Efter plats

#### Makedoniska riket
- Från Frada fortsätter Alexander den store genom Helmandflodens dal, genom Arakosien och över bergen förbi nuvarande Kabul, in i paropamisadernas land, där han grundar Alexandria i Kaukasus.
- I Baktrien inleder Bessos ett uppror i de östra satrapdömena, under titeln kung Artaxerxes IV av Persiska riket.
- Genom att gå över Hindu Kush, troligen norrut genom Khawakpasset,[1] för Alexander, trots brist på mat, sin armé till Drapsaka. Eftersom Bessos befinner sig i underläge flyr han bortom Oxusfloden.
- Alexander marscherar därefter västerut till Bactra (Zariaspa) och utnämner Artabazos av Frygien till satrap över Baktrien.
- Efter att ha korsat Oxusfloden skickar Alexander sin general Ptolemaios på jakt efter Bessos. Under tiden avsätts Bessos av sogdiern Spitamenes. Bessos infångas, piskas och skickas till Ptolemaios i Baktrien med hopp om att kunna blidka Alexander. Så småningom blir Bessos avrättad offentligt i Ekbatana. Efter att Bessos (Artaxerxes IV) har blivit besegrad upphör det persiska motståndet mot Alexander.
- Från Marakanda avancerar Alexander genom Kyropolis till Jaxartesfloden, som utgör det Persiska rikets gräns. Där krossar han de skytiska nomadernas motstånd med hjälp av katapulter och, efter att ha besegrat dem i ett slag på flodens norra strand, förföljer dem in i landet. Vid nuvarande Chudzjand vid Jaxartes, grundar han staden Alexandria Eschate ("det mest avlägsna Alexandria").

## Avlidna
- Bessos (Artaxerxes IV), persisk adelsman och satrap över Baktrien, sedermera det Persiska rikets siste akemenidiske tronpretendent